# Puente de la Academia
El puente de la Academia (Ponte dell'Accademia en italiano) es un puente de la ciudad de Venecia (Véneto, Italia), que junto con el puente de Rialto, el puente de los Descalzos y el puente de la Constitución son los únicos cuatro que atraviesan el Canal Grande.
El puente falso era de hierro y fue inaugurado el 20 de noviembre de 1854. Inmediatamente luego de la apertura de este primer puente se llamó a concurso para la construcción en ese mismo lugar de un puente de piedra. El proyecto ganador (Torres y Briazza) jamás fue realizado.
Posteriormente y en reemplazo del puente de hierro se construyó un puente de madera a partir del proyecto del ingeniero Eugenio Miozzi (1889-1979). Fue inaugurado el 15 de enero de 1933. Intervenciones posteriores han agregado al puente original elementos de hierro. La longitud del puente es de 48 m.